# Noël Hitimana
Noël Hitimana (né dans les années 1950 à Nyamiranbo, dans le district de Nyarugenge - mort en prison vers 2002) est un journaliste rwandais, présentateur (animateur) de la Radio télévision libre des Mille Collines (RTLM), un média clé dans la promotion de la persécution des Tutsi et des Hutus modérés pendant le génocide rwandais. Comme d'autres journalistes de la station, Hitimana a incité à l'antenne à la violence contre la population tutsie.
Avant de travailler à la RTLM, Hitimana a travaillé pour la station d'État Radio Rwanda et pour l'Agence rwandaise d'information et de diffusion à la fin des années 1970 et au début des années 1990. Prétendument alcoolique, Hitimana a été renvoyé de Radio Rwanda pour avoir insulté le dictateur rwandais Juvénal Habyarimana, dans une émission en direct en état d'ébriété.
De par sa popularité, Hitimana a été l'un des premiers animateurs embauchés par la RTLM à sa fondation le 8 avril 1993. Il a poursuivi sa pratique de saluer les villes et leurs habitants. Une fois que le génocide contre les Tutsis a commencé, le 7 avril 1994, Hitimana a modifié cette habitude pour fournir les emplacements et les noms exacts des complices présumés du Front patriotique rwandais, incitant à la violence et même au meurtre des groupes tels que l'Impuzamugambi et les milices Interahamwe.
Le 17 avril 1994, une bombe a explosé dans l'un des studios de la RTLM, blessant gravement Hitimana. Il a dû être amputé de la jambe et été contraint d'arrêter de travailler pour la RTLM. Il a été interviewé par Yolande Mukagasana pour son livre Les Blessures du silence. Hitimana serait mort en prison en 2002 d'une maladie non révélée.